# José Luna Meléndez
José Luna Meléndez (1893-1960) fue un militar y político español de ideología falangista. Durante la Dictadura franquista llegaría a ocupar los cargos de Vicesecretario general de FET y de las JONS, así como procurador en las Cortes franquistas.

## Biografía
Militar de profesión, llegaría alcanzar el grado de coronel. Retirado del Ejército por la Ley Azaña, fue uno de los miembros fundadores de Falange Española. Presentó candidatura a Cortes durante las elecciones de 1936, aunque no obtuvo acta de diputado. Tras la ilegalización de Falange fue detenido por las autoridades republicanas y encarcelado. Como máximo líder de la Falange de Cáceres dio su apoyo a la conspiración militar contra la Segunda República.
Tras el comienzo de la Guerra civil, Luna se reintegró en la Falange y tuvo un destacado papel en la represión en la retaguardia extremeña. Durante la contienda mantuvo un fuerte poder autónomo como jefe territorial de Falange en Extremadura. A finales de 1939 fue designado miembro del Consejo Nacional de FET y de las JONS.
Tras la crisis de mayo de 1941 sería nombrado Vicesecretario general del partido único, en sustitución del defenestrado Pedro Gamero del Castillo. Hombre leal a Ramón Serrano Suñer, durante esta época se destacó como un falangista exaltado. Sería destituido de sus puestos en septiembre de 1942, tras el Atentado de Begoña, al igual que los ministros Valentín Galarza y José Enrique Varela. A pesar de su completa obediencia a Franco, se decidió su destitución por considerarse que había estado implicado en el incidente. Le sustituyó Manuel Mora Figueroa, veterano de la División Azul.
A pesar de su caída en desgracia, entre 1946 y 1960 fue procurador en las Cortes franquistas.
Falleció en Madrid en 1960.